# Grand-duc indien
Bubo bengalensis
Espèce
Répartition géographique
Statut de conservation UICN

 LC  : Préoccupation mineure
Statut CITES
Le Grand-duc indien (Bubo bengalensis) est une espèce de rapaces nocturnes de la famille des Strigidae.

## Répartition
Cet oiseau vit en Asie du Sud : Pakistan, Inde, Népal, Bangladesh et ouest du Myanmar.

## Taxonomie
Il était considéré précédemment  comme une sous-espèce du Hibou grand-duc.

## Habitat et comportement
On le trouve dans les forêts et broussailles de collines rocheuses où il vit généralement en couple. Il a un cri puissant en plein vol qui peut être entendu à l'aube et au crépuscule. Il est tacheté de brun et de gris et a une tache blanche avec de petites rayures noires sur la gorge.
On peut le voir dans les maquis et les clairières mais particulièrement à proximité des endroits rocailleux. Il passe la journée à l'abri d'un buisson ou des rochers, ou dans un manguier ou arbre analogue près des villages.

## Alimentation
Son régime alimentaire se compose de souris, de petits rongeurs et autres mammifères et parfois d'oiseaux.

## Galerie

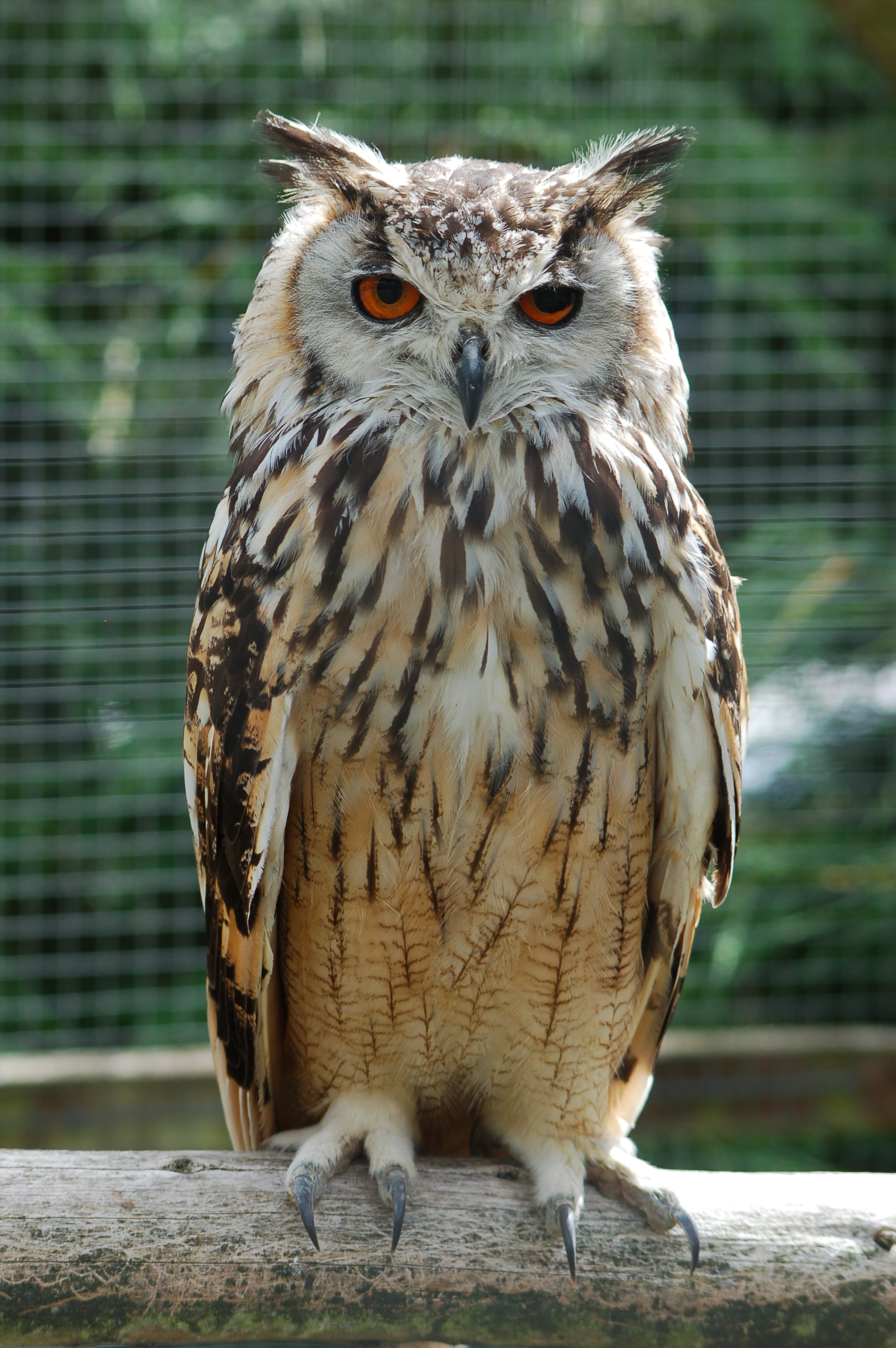
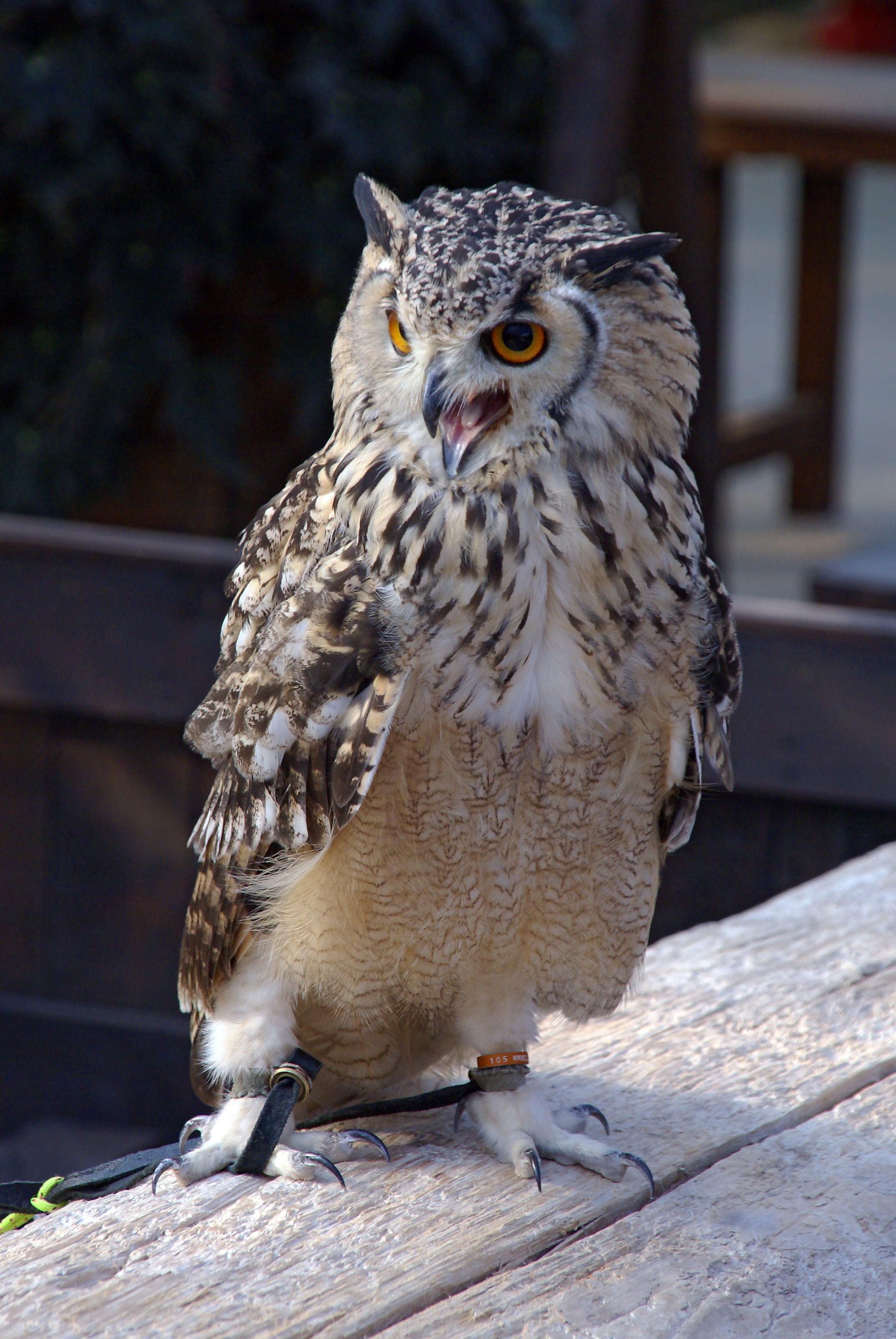
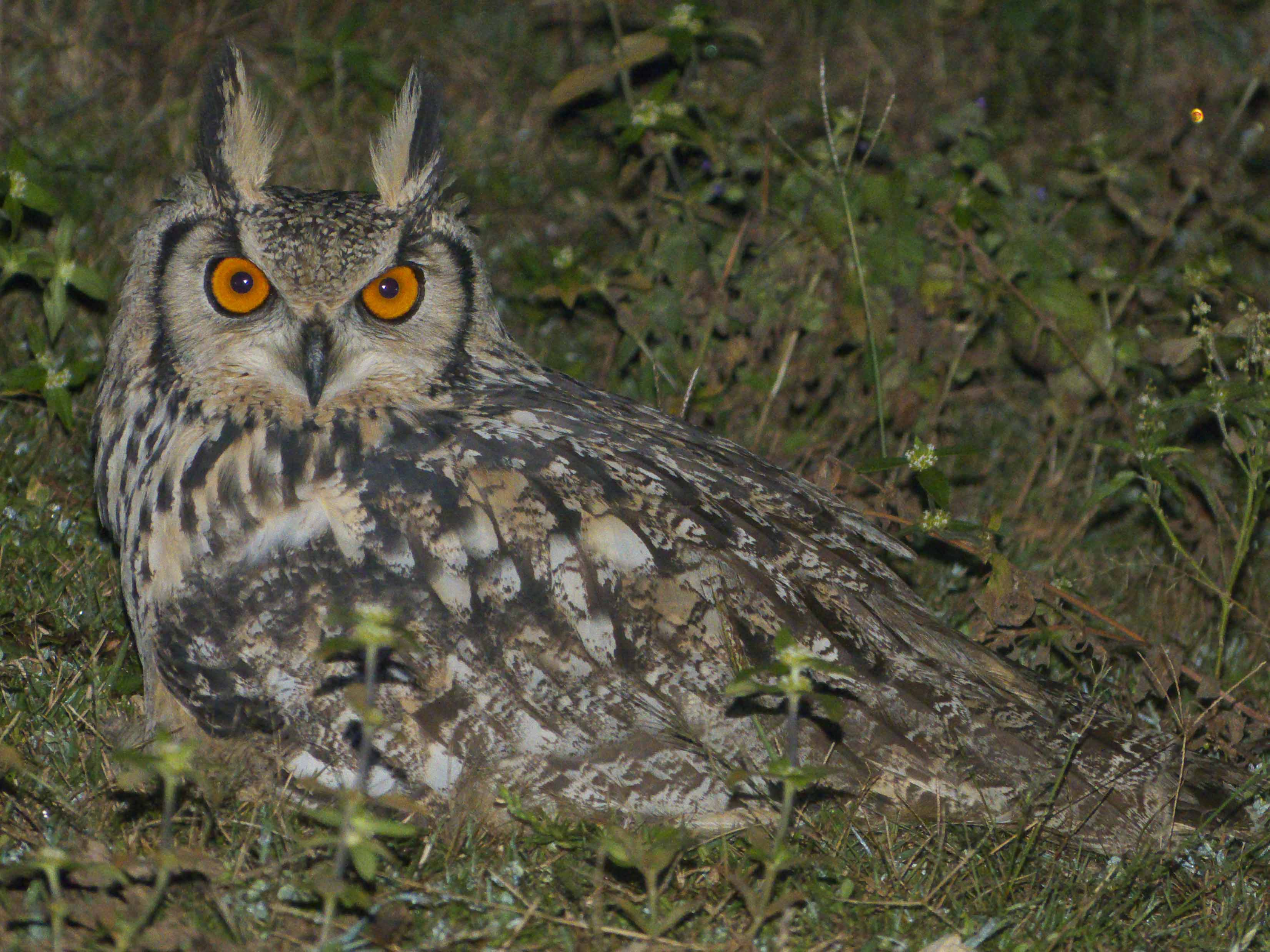
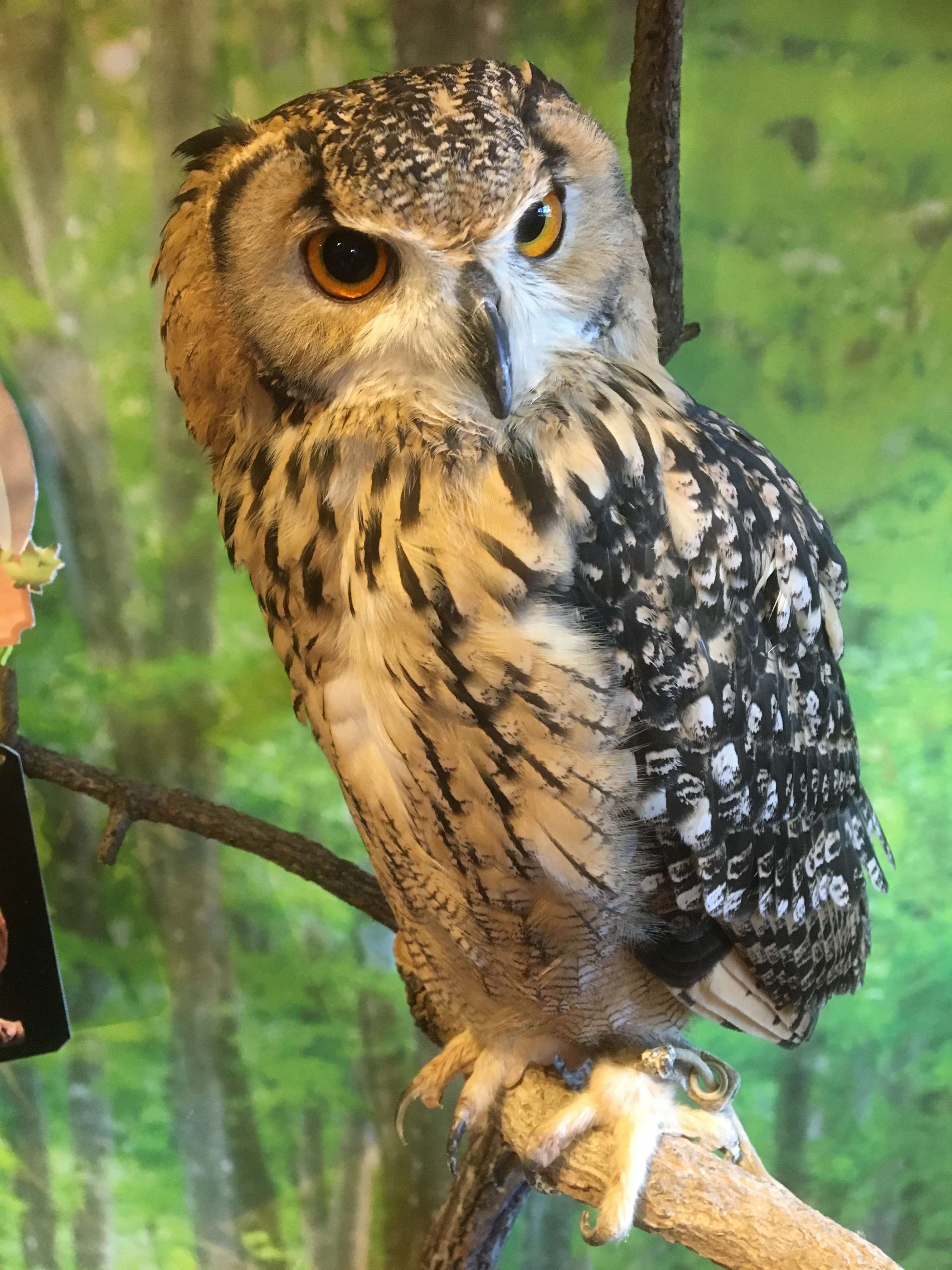